# Latina (Italia)
Latina es una ciudad italiana, en la región del Lacio y capital de la provincia homónima.
Su población era de 126.489 habitantes en 2021.
Fue construida sobre los antiguos Pantanos Pontinos, está hermanada con Palos de la Frontera (España).
Una de las personalidades más famosas de la ciudad es el cantautor latinense (pues es nacido en la ciudad de Latina) Tiziano Ferro, nombrado recientemente embajador de la misma.

## Evolución demográfica
| Gráfica de evolución demográfica de Latina entre 1861 y 2001 |
|                                                              |
| Fuente ISTAT - elaboración gráfica de Wikipedia              |

## Historia
Latina fue fundada por Benito Mussolini el 30 de junio de 1932 como "Littoria", llamada así por el Fascio Littorio. La ciudad fue inaugurada el 18 de diciembre del mismo año. Littoria fue poblada por colonos procedentes principalmente del Friul y el Véneto, que formaban las comunidades llamadas veneciano pontinas (hoy sobreviven sólo en algunos barrios periféricos). Los edificios y los monumentos, sobre todo en estilo racionalista, fueron diseñados por arquitectos y artistas famosos como Marcello Piacentini, Angiolo Mazzoni y Duilio Cambellotti.
En 1934 se convirtió en capital provincial y, en 1946, después de la Segunda Guerra Mundial, fue rebautizada como Latina. Con la llegada de otras personas en su mayoría del propio Lacio, los dialectos véneto y friulano originales fueron sustituidos cada vez más por una forma de dialecto romanesco.

## Economía
La ciudad cuenta con industria farmacéutica, química, alimentaria (producción de queso) y tiene un fuerte sector de servicios. Latina es también un importante centro para la agricultura (hortalizas, flores, azúcar, frutas, queso y derivados).
La planta de energía nuclear de Latina está en proceso de apagado y en fase de desmantelamiento.